# Egyfélemagvúak
Az egyfélemagvúak (Plasmodroma) törzsébe egyszerű felépítésű heterotróf egysejtűek tartoztak. Sejtfaluk nincs. Mozgásszerveik ostorok, sejtizmok vagy a sejtplazmából időlegesen kialakuló állábak. Legismertebb képviselőik az amőbák. Szerves anyagokban gazdag vizekben élnek, a zooplankton részei.

## Táplálkozásuk
Bomló szerves anyagokkal, baktériumokkal táplálkoznak, amelyeket állábaikkal körbevesznek, majd emésztőűröcskét képeznek körülötte és bekebelezik. Az emésztőűröcske a sejtplazmában állandó mozgásban van, ez biztosítja a sejt egyenletes tápanyagellátását. A bomlástermékeket és a felesleges vizet a lüktetőűröcske távolítja el.
Egyes fajok paraziták, például a Tetrahymena rostrata vagy a Callimastix equi kagylók, a Toxoplasma gondii emlősök parazitája.

## Rendszertani csoportok
Az egyfélemagvúak törzsébe az alábbi rendszertani csoportokat sorolták:
- Ostorosok (Flagellata vagy Mastigophora)
  - Zoomastigina[3]
- amőbák (Rhizopoda)
  - Endamoeba Leidy, 1879
  - Jodamoeba Dobell, 1919
  - Endolimax Kuenen et Swellengrebel, 1917
  - Chilomastix Alexeieff, 1910
  - Cercomonas Dujardin, 1841
  - Embadomonas Mackinnon, 1912
  - Trichomonas Donné, 1837[5]
- Sporozoa Leuckart, 1879[6]
- Cryptomonadina[7]

A Rhizopoda tagjai általában filopódiumokkal mozognak, de egyes fajok, például a Dimastigamoeba gruberi ostorokkal is rendelkezik.